# Le Dézert
Le Dézert är en kommun i departementet Manche i regionen Normandie i norra Frankrike. Kommunen ligger i kantonen Saint-Jean-de-Daye som tillhör arrondissementet Saint-Lô. År 2022 hade Le Dézert 605 invånare.

## Befolkningsutveckling
Antalet invånare i kommunen Le Dézert
| Referens: INSEE |